# Hautbois de chasse

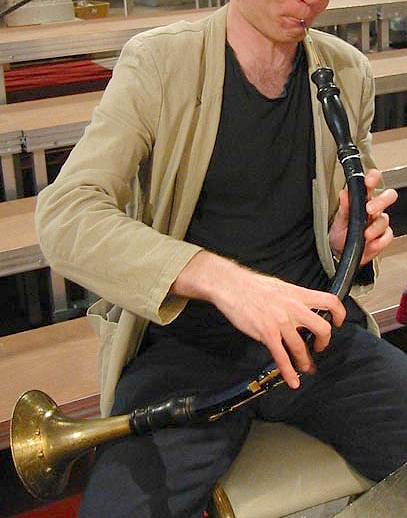
Hautbois de chasse

En musique, le hautbois de chasse, aussi connu sous son nom italien oboe da caccia, est un instrument à vent qui fait partie de la famille des hautbois. C'est un instrument alto en fa, dont le corps est courbe et recouvert de cuir (comme le cornet à bouquin) avec un pavillon en cuivre, qui n'a existé qu'à l'époque de Johann Sebastian Bach.

## Description
Créé par le facteur d'instruments Johann Heinrich Eichentopf (1686-1769) de Leipzig, il apparaît dans la Passion selon saint Jean et l'Oratorio de Noël de Bach. Il fait aussi partie de quelques-unes de ses cantates. Le hautbois de chasse a un son moelleux et mélancolique.